# Sporting Saint Mirren FC
Sporting Saint Mirren FC is een Ghanese voetbalclub uit Tema. De club werd vernoemd naar de Schotse profclub St. Mirren FC. De club werd door de Schotse naamgenoten uitgenodigd voor een bezoek. In 2008 promoveerde de club naar de Premier League en werd daar laatste waardoor de club degradeerde.